# Microtropis macrophylla
Microtropis macrophylla är en benvedsväxtart som beskrevs av Merrill och Freeman. Microtropis macrophylla ingår i släktet Microtropis och familjen Celastraceae. Inga underarter finns listade.